# Бейт ХаБаД
Бейт ХаБаД (івр. בית חב"ד— «Дім ХаБаДу») — мережа релігійних центрів хасидського руху ХаБаД по всьому світу.

## В Україні
- Синагога Бейт Хабад (Одеса)